# دولنو لوکووو
دولنو لوکووو (به بلغاری: Dolno Lukovo) یک منطقهٔ مسکونی در بلغارستان است که در ایوالوفگراد واقع شده است.